# Throapham
Throapham – osada w Anglii, w hrabstwie South Yorkshire, w dystrykcie Rotherham. Leży 11,7 km od miasta Rotherham, 17,6 km od miasta Sheffield i 220,8 km od Londynu. Throapham jest wspomniana w Domesday Book (1086) jako Trapum/Trapun.